# 日光細尾中継局
日光細尾中継局（にっこうほそおちゅうけいきょく）は、栃木県日光市にある地上アナログ放送中継局。地上デジタル放送は、日光清滝局でカバーできるため、2011年7月24日に廃止された。

## 地上アナログ放送送信設備
| 放送局名          | チャンネル | 空中線電力          | ERP                 | 放送対象地域 | 放送区域内世帯数 | 偏波面   | 開局日         |
| NHK東京教育テレビ | 33ch       | 映像100mW /音声25mW | 映像160mW /音声40mW | 全国         | 300              | 垂直偏波 | 1976年12月23日 |
| NHK東京総合テレビ | 35ch       | 映像100mW /音声25mW | 映像160mW /音声40mW | 関東広域圏   | 300              | 垂直偏波 | 1976年12月23日 |
| NTV日本テレビ     | 37ch       | 映像100mW /音声25mW | 映像160mW /音声40mW | 関東広域圏   | 300              | 垂直偏波 | 1976年12月23日 |
| TBSテレビ         | 39ch       | 映像100mW /音声25mW | 映像160mW /音声40mW | 関東広域圏   | 300              | 垂直偏波 | 1976年12月23日 |
| CXフジテレビ      | 41ch       | 映像100mW /音声25mW | 映像160mW /音声40mW | 関東広域圏   | 300              | 垂直偏波 | 1976年12月23日 |
| EXテレビ朝日      | 43ch       | 映像100mW /音声25mW | 映像160mW /音声40mW | 関東広域圏   | 300              | 垂直偏波 | 1976年12月23日 |
| TXテレビ東京      | 45ch       | 映像100mW /音声25mW | 映像160mW /音声40mW | 関東広域圏   | 300              | 垂直偏波 | 1982年3月29日  |

- とちぎテレビ（GTY）にはチャンネルが割り当てられていなかった。

## 備考
- 同テレビ中継局は、地上デジタル放送の中継局は非該当となったため、2011年7月24日をもって廃止された。

## 置局住所
- 日光市清滝新細尾町の小丸山